# Claudia Scheunemann
Claudia Scheunemann (Tangerang, 24 april 2009) is een voetbalspeelster uit Indonesië. Ze speelt als aanvaller voor FC Utrecht in de Vrouwen Eredivisie en komt sinds 2023 als international uit voor Indonesië.

## Clubcarrière
Scheunemann begon haar voetbalcarrière bij Young Warrior FA in 2018. Ze voegde zich in 2024 in de jeugdopleiding van het Duitse Hamburger SV. Na een seizoen keerde ze terug naar Indonesië waar ze onderdeel werd van de eerste selectie van Asprov Banten.
Op 12 augustus 2025 tekende Scheunemann een driejarig contract bij FC Utrecht, waarmee ze uitkomt in de Vrouwen Eredivisie.

## Statistieken
| Seizoen | Club       | Competitie | Competitie | Competitie | Beker | Beker | Overig | Overig | Totaal | Totaal |
| Seizoen | Club       | Competitie | Wed.       | Dlp.       | Wed.  | Dlp.  | Wed.   | Dlp.   | Wed.   | Dlp.   |
| ------- | ---------- | ---------- | ---------- | ---------- | ----- | ----- | ------ | ------ | ------ | ------ |
| 2025/26 | FC Utrecht | Eredivisie | 0          | 0          | 0     | 0     | 0      | 0      | 0      | 0      |
| Totaal  | Totaal     | Totaal     | 0          | 0          | 0     | 0     | 0      | 0      | 0      | 0      |

Bijgewerkt t/m 12 augustus 2025.

## Interlandcarrière
Scheunemann werd op dertienjarige leeftijd voor het eerst opgeroepen voor Indonesië -20. In haar debuutwedstrijd tegen de leeftijdsgenoten van Singapore -20 op 22 juli 2022 wist ze gelijk haar eerste doelpunt op interlandniveau te maken.
Op 8 april 2024 maakte Scheunemann haar debuut voor het Indonesisch voetbalelftal in een kwalificatiewedstrijd voor de Olympische Zomerspelen 2024 tegen Libanon. Met haar dertien jaar en 349 dagen was ze de jongste international van het vrouwenteam van Indonesië ooit. Daarnaast werd ze op 28 mei 2024 de jongste doelpuntenmaakster ooit voor Indonesië door op een leeftijd van vijftien jaar en 34 dagen twee doelpunten te maken in een vriendschappelijke wedstrijd tegen Singapore.
Op het AFF kampioenschap maakte Scheunemann haar vijfde en zesde doelpunt tegen Maleisië en opnieuw Singapore. Op vijftienjarige leeftijd werd ze all time topscoorster van de Indonesische nationale ploeg.

## Persoonlijk
Scheunemann werd geboren in Tangerang, Indonesië. Haar vader is van Duitse afkomst en de broer van voormalig bondscoach van Indonesië, Timo Scheunemann.
De neef van Scheunemann, Brandon Scheunemann, is ook voetballer en speelt voor PSIS Semarang in de Liga 1.